# Sketches of MD
Albums de Kenny Garrett
Beyond The Wall
(2006) Seeds from the Underground
(2012)
 Sketches of MD  est un album du saxophoniste de jazz Kenny Garrett paru en 2008, le premier pour le label Mack Avenue Records.

## Titres
Toutes les compositions sont de Kenny Garrett.
1. The Ring (14:35)
2. Intro to Africa (9:21)
3. Sketches of MD (10:02)
4. Wayne's Thang (10:57)
5. Happy People (11:44)

## Musiciens
- Kenny Garrett – piano, saxophone alto et soprano, clarinette, orgue, synthétiseur
- Benito Gonzalez - Fender Rhodes, claviers, piano, synthétiseur
- Nat Reeves  - basse
- Pharoah Sanders - saxophone ténor, Saxophone, chant
- Jamire Williams  - batterie